# Didacta

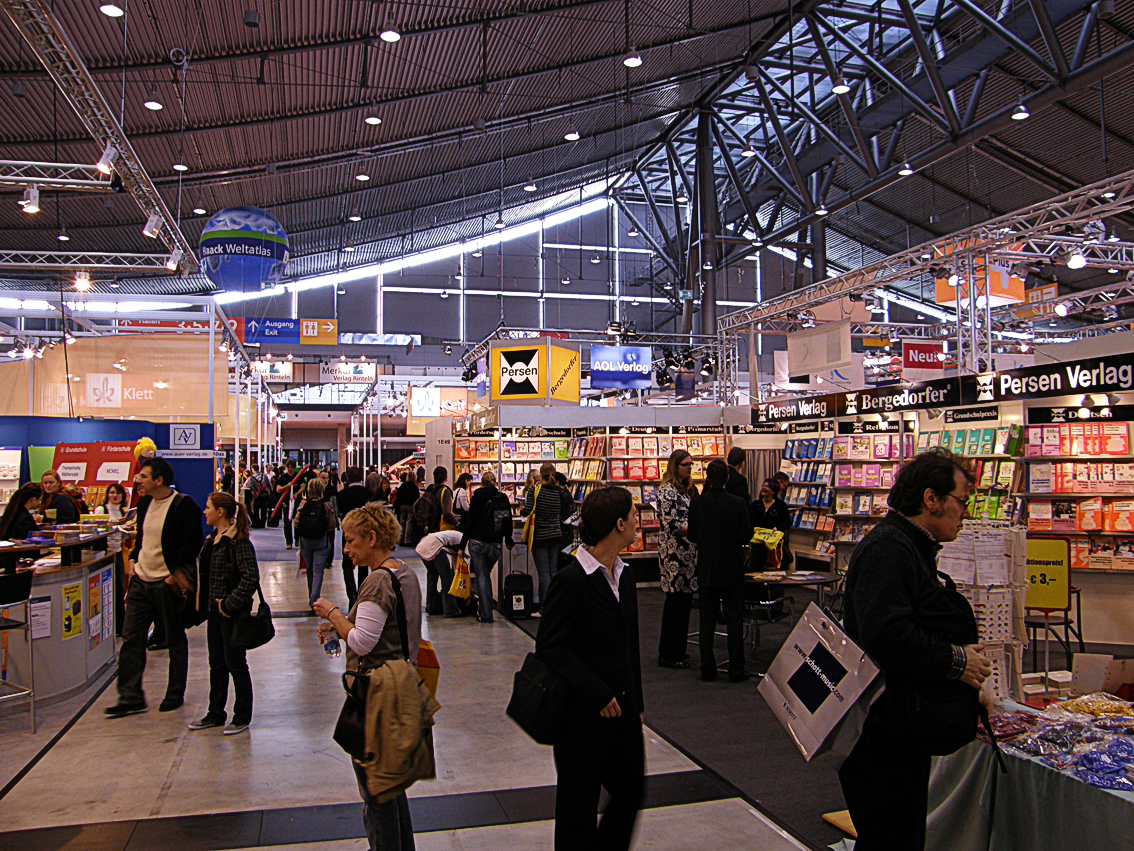
Messe in Stuttgart

Die Didacta ist die größte Fachmesse für Bildungswirtschaft in Europa. Die Fach- und Buchmesse findet jährlich an wechselnden Standorten in Deutschland statt, derzeit im Wechsel zwischen Stuttgart und Köln.

## Beschreibung
Zwischen 1999 und 2016 lagen die Besucherzahlen in Köln zwischen 90.000 und 110.000 Besuchern. Die Ausstellungsorte Hannover kommen auf rund 65.000 bis 75.000 und Stuttgart auf 75.000 bis 100.000 Besucher. Das Publikum kann neben Ausstellern und Verlagen mit ihren Neuerscheinungen aus den Bereichen Frühe Bildung, Schule/Hochschule, Berufliche Bildung/Qualifikation und Bildung und Technologie auch ein Rahmenprogramm mit mehreren Hundert Veranstaltungen (1500 im Jahr 2008) besuchen.
Veranstalter ist die jeweilige Messegesellschaft des Veranstaltungsorts. Ideeller Träger ist der Didacta Verband e. V.
Die didacta ist Mitglied im Netzwerk Europäische Bewegung.

## Ausstellungsorte
Die derzeitige Bildungsmesse didacta ging 1999 aus der Europäischen Lehrmittelmesse „didacta“ des Deutschen Lehrmittelverbandes „Didacta“ und der Internationalen Schulausstellung „Interschul“ der Schulbuchverlage hervor, 1999 noch mit einem Kombinationsnamen, ab dem Jahr 2000 allein unter der Bezeichnung didacta.

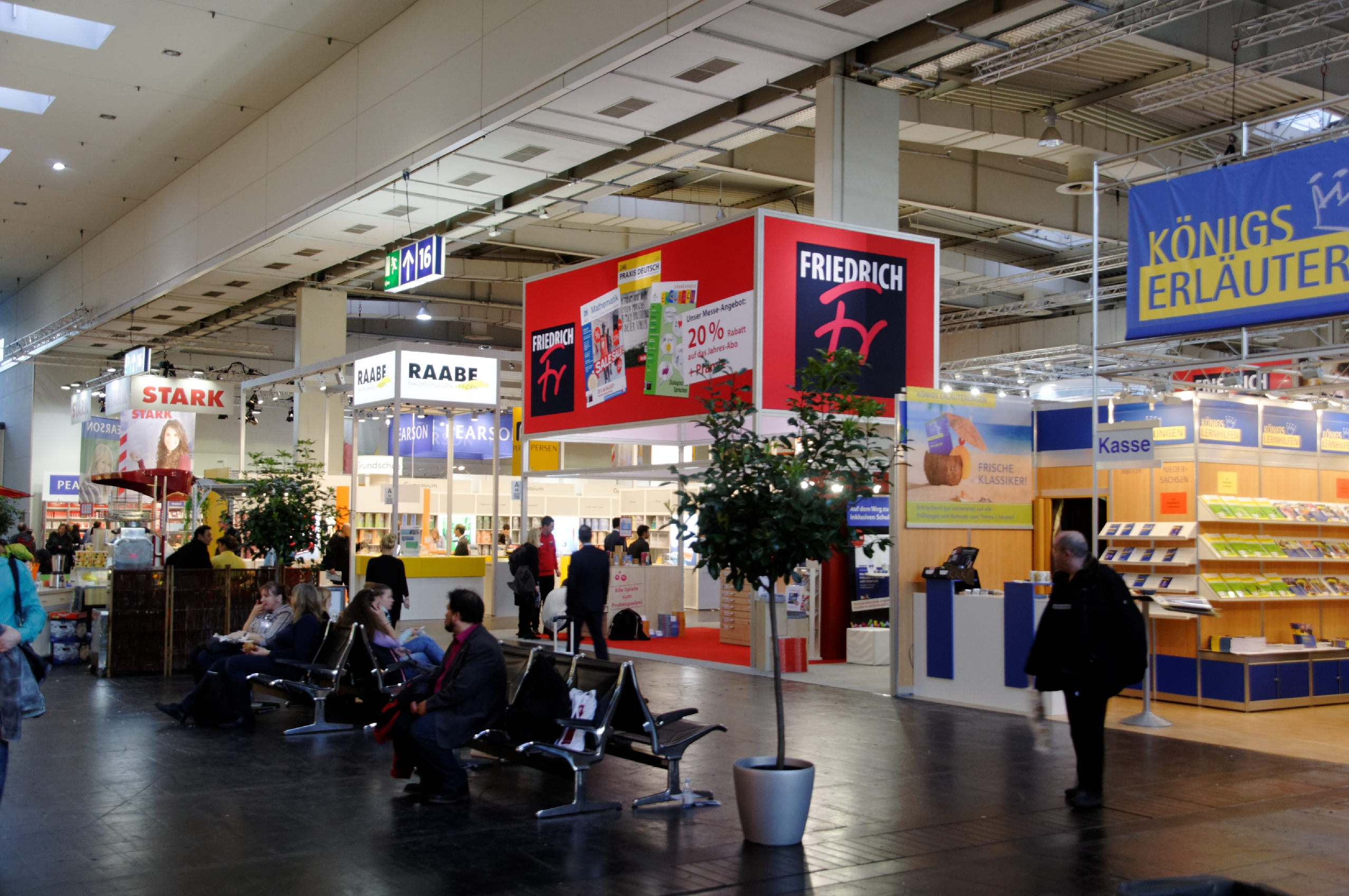
didacta 2015 in Hannover

| Jahr               | Ort       | Datum               | Aussteller | Besucher    | Fläche (in m²) | Ref.              |        |
| ------------------ | --------- | ------------------- | ---------- | ----------- | -------------- | ----------------- | ------ |
| Interschul/didacta |           |                     |            |             |                |                   |        |
| 1999               | Stuttgart |                     | 757        | 75.500      |                |                   |        |
| 2000               | Köln      | 14. bis 18. Februar | 811        | 93.000      |                | [ 2 ] [ 3 ] [ 4 ] |        |
| 2001               | Hannover  | 19. bis 23. Februar | 728        | 65.000      |                | [ 5 ]             |        |
| 2002               | Köln      | 19. bis 23. Februar | 856        | 90.000      |                | [ 6 ]             |        |
| 2003               | Nürnberg  |                     | 689        | 49.000      |                |                   |        |
| 2004               | Köln      | 9. bis 13. Februar  | 811        | 94,084      | 65,400         | [ 7 ]             |        |
| 2005               | Stuttgart |                     | 641        | 77.500      |                |                   |        |
| 2006               | Hannover  |                     | 749        | 70.000      |                |                   |        |
| 2007               | Köln      | 27.02. -03.03.2007  | 776        | 95.800      |                |                   |        |
| 2008               | Stuttgart |                     | 794        | 83.000      |                |                   |        |
| 2009               | Hannover  |                     | 718        | 74.000      |                |                   |        |
| 2010               | Köln      |                     | 846        | 109.000     |                | [ 8 ]             |        |
| 2011               | Stuttgart | 22. bis 26. Februar | 864        | 90.000      |                | [ 9 ]             |        |
| 2012               | Hannover  | 14. bis 18. Februar | 875        | 80.000      |                | [ 10 ]            |        |
| 2013               | Köln      | 19. bis 23. Februar | 829        | 97.000      |                |                   |        |
| 2014               | Stuttgart | 25. bis 29. März    | 905        | 90.000      |                | [ 11 ]            |        |
| 2015               | Hannover  | 24. bis 28. Februar | 778        | >72.000     |                | [ 12 ]            |        |
| 2016               | Köln      | 16. bis 20. Februar | 821        | ca. 100.000 |                | [ 13 ]            |        |
| 2017               | Stuttgart | 14. bis 18. Februar | 860        | ca. 85.000  |                |                   |        |
| 2018               | Hannover  | 20. bis 24. Februar | 840        | >73.000     |                |                   |        |
| 2019               | Köln      | 19. bis 23. Februar | 915        | ca. 100.000 |                | [ 14 ]            |        |
| 2020               | Stuttgart | 24. bis 28. März a  | -          | -           |                |                   |        |
| 2021               | Stuttgart | 10. bis 12. Mai b   | -          | -           |                |                   |        |
| 2022               | Köln      | 7. bis 11. Juni     | 555        | ca. 35.000  |                |                   |        |
| 2023               | Stuttgart | 7. bis 11. März     | 730        | >56.000     |                | [ 15 ]            |        |
| 2024               | Köln      | 20. bis 24. Februar | 736        | ca. 63.000  |                | [ 16 ]            |        |
| 2025               | Stuttgart | 11. bis 15. Februar | 700        | 60.000      | 60.000         | [ 16 ]            | [ 17 ] |